# Calostoma
Calostoma é um gênero de 29 espécies de fungos gasteroides [en] na subordem Sclerodermatineae [en]. Como outros fungos gasteroides, as espécies de Calostoma não possuem o mecanismo de liberação de basidiósporos associado aos fungos lamelados típicos, apresentando, em vez disso, estruturas de esporos fechadas. Apresentando aberturas de esporos elevadas e coloridas, sustentadas por estipes grossos e gelatinosos, as espécies foram coletadas em regiões de florestas caducifólias, temperadas, tropicais ou subtropicais. Sua distribuição inclui o leste da América do Norte, América Central, Ásia e Australásia. O nome comum em inglês dado a algumas espécies, "prettymouth", faz alusão às aberturas elevadas e coloridas que podem lembrar lábios. Outros nomes comuns em inglês incluem "hotlips" e "puffball in aspic".
A estrutura incomum do corpo frutífero levou micologistas, historicamente, a propor várias classificações baseadas em supostas relações com outros fungos. Análises filogenéticas realizadas na década de 2000 mostram que o gênero é evolutivamente relacionado aos boletos e outras espécies de fungos. As espécies de Calostoma são ectomicorrízicas, formando associações simbióticas com árvores de várias famílias. A espécie-tipo, Calostoma cinnabarinum [en], é ectomicorrízica com carvalho.

## Taxonomia
A descrição original do gênero, baseada na espécie-tipo Calostoma cinnabarinum (sinônimo de cinnabarina), foi publicada pelo botânico francês Nicaise Augustin Desvaux em 1809. Antes do advento da análise genética moderna, o gênero Calostoma era considerado parte dos gasteromicetos, um grupo de fungos com estruturas de esporos fechadas. Especificamente, foi classificado na ordem Agaricales, embora alguns micologistas tenham sugerido que o gênero Calostoma deveria ser fundido com Tulostoma [en], Scleroderma, Geastrum ou Pseudocolus [en]. Alguns autores colocaram Calostoma em sua própria família, Calostomataceae.
Na década de 2000, análises filogenéticas usando sequências de genes ribossômicos nucleares e mitocondriais ajudaram a esclarecer a filogenia de Calostoma. Usando as espécies C. cinnabarinum e C. ravenelli como exemplos representativos, a pesquisa mostrou que o gênero faz parte evolutivamente do clado monofilético Boletales. Calostoma pertence à subordem Sclerodermatineae dentro dos Boletales, que inclui os gêneros Boletinellus [en], Calostoma, Gyroporus [en], Phlebopus [en], Pisolithus [en], Scleroderma e Veligaster. Estima-se que Calostoma tenha divergido evolutivamente de outros táxons de Boletales entre 52 e 115 milhões de anos atrás. As estimativas mais recentes sugerem que Calostoma divergiu do ancestral comum mais recente no "Núcleo Sclerodermatineae" há cerca de 66,02 milhões de anos (intervalo de maior densidade posterior: 49,27–90,28 milhões de anos). O ancestral comum mais recente das espécies atuais de Calostoma tem uma idade média de 42,73 milhões de anos (intervalo de maior densidade posterior: 28,76–57,15 milhões de anos).
O nome do gênero Calostoma deriva do grego kallos ("beleza") e stoma (στóμα, "boca"); da mesma forma, várias espécies são chamadas de "prettymouths". Na Coreia, é conhecido como Yongi, significando "bochechas vermelhas".

## Descrição

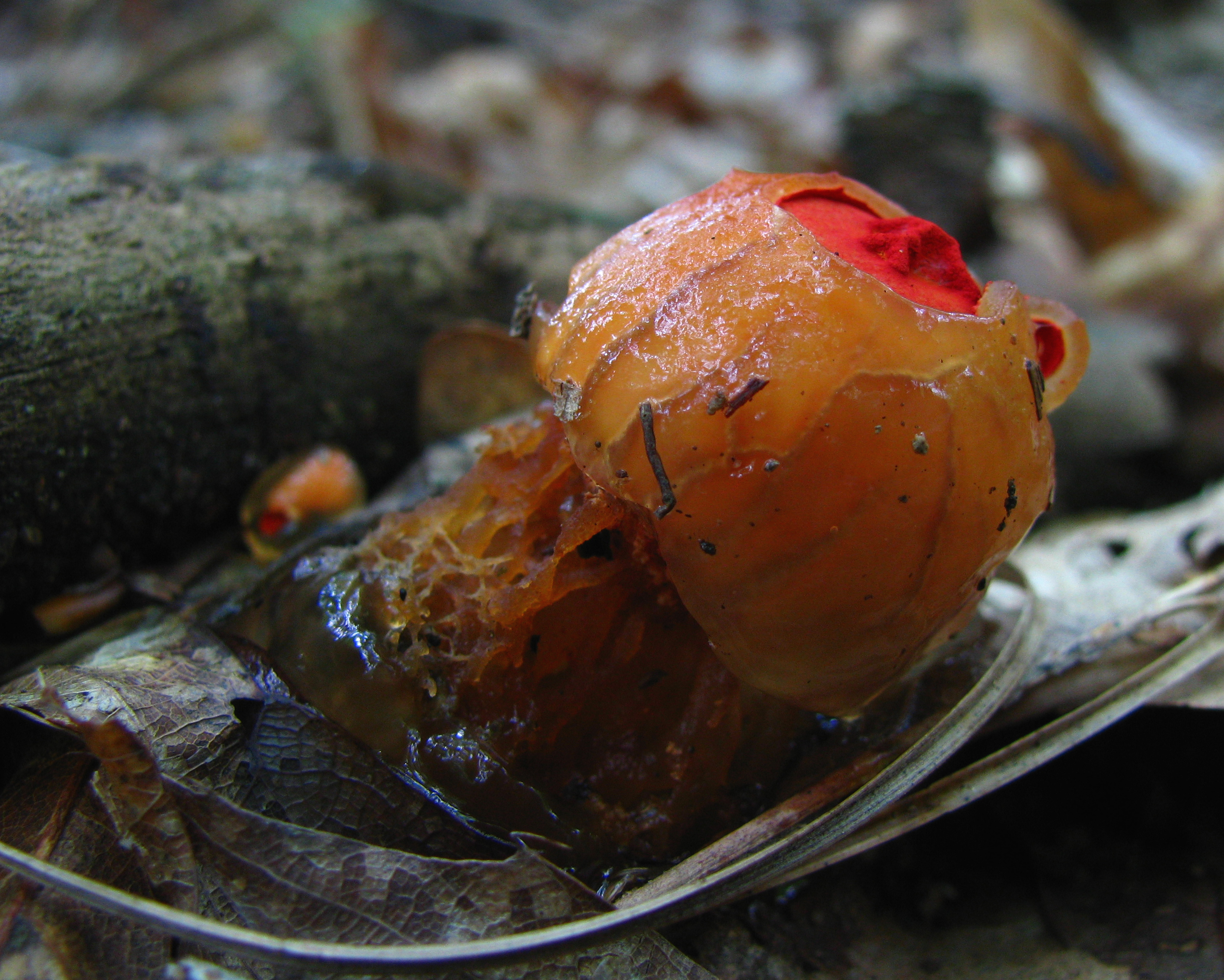
A camada externa de tecido de Calostoma cinnabarinum é gelatinosa.

Os corpos frutíferos formam cabeças esféricas portadoras de esporos com um perídio (camada externa de tecido) composto por duas a quatro camadas de tecido claramente definidas. A camada mais externa é uma cutícula gelatinosa ou brilhante que, durante a maturidade, descama para revelar o peristoma colorido, com um poro em forma de estrela por onde os esporos podem escapar. A camada mais interna do perídio é membranosa, permanecendo aderida às camadas externas apenas no ápice do poro ou fenda em forma de estrela. Os corpos frutíferos podem ser sésseis (sem estipe) ou estar sobre um estipe. O estipe, formado por cordões grossos, entrelaçados e fundidos de hifas, é higroscópico e expande-se ao absorver umidade. A massa de esporos na cabeça, chamada gleba, é pálida e inicialmente possui hifas esqueléticas de paredes espessas chamadas capillitia. Fíbulas estão presentes nas hifas fúngicas.

### Esporos
Os esporos são esféricos a elípticos, com superfícies tipicamente reticuladas (com sulcos interconectados que lembram uma rede) ou com covas. As variações nos padrões reticulados elaborados dos esporos inspiraram investigações com técnicas como microscopia eletrônica de varredura e microscopia de força atômica. Esta última foi usada para distinguir detalhes sutis (na escala de nanômetros) e diferenças na estrutura fina dos esporos de várias espécies de Calostoma. As reticulações dos esporos têm uma função: elas se entrelaçam com células e hifas escamosas, evitando que os esporos sejam dispersos simultaneamente.

## Desenvolvimento
Quando cultivadas em condições úmidas, como em uma floresta caducifólia temperada, as espécies de Calostoma desenvolvem um exoperídio (a camada mais externa do perídio) mais espesso e gelatinoso. À medida que o estipe se expande, o exoperídio descama, expondo o endoperídio e um peristoma elevado — a crista de tecido ao redor da abertura que sugere o nome comum em inglês, "prettymouth". O exoperídio pode proteger a gleba em maturação de espécies de frutificação tardia contra variações prejudiciais de temperatura ou umidade, ou contra predação por insetos.

## Habitat e distribuição
As espécies de Calostoma foram coletadas em regiões de florestas caducifólias, temperadas, tropicais ou subtropicais, contendo árvores das famílias Fagaceae, Nothofagaceae, Myrtaceae e Dipterocarpaceae. A espécie-tipo C. cinnabarinum foi demonstrada formar ectomicorrizas com espécies de carvalho, utilizando marcação isotópica, análises moleculares e morfológicas. Espécies de Calostoma do sudeste asiático também foram descritas como ectomicorrízicas. Calostoma sarasinii forma ectomicorrizas com espécies de Lithocarpus (Fagaceae), enquanto Calostoma retisporum forma ectomicorrizas com espécies de Myrtaceae. O modo de nutrição ectomicorrízico é predominante na subordem Sclerodermatineae. Historicamente, presumia-se que fosse sapróbio, devido à incerteza taxonômica e à suposta relação com outros fungos sapróbios, como fungos da ordem Geastrales.
A distribuição do gênero é limitada à Australásia (Austrália, Nova Zelândia, Papua-Nova Guiné), Sudeste Asiático, Ásia, América do Norte e América Central. Espécies foram descritas em Indonésia (Bornéu, Java, Sumatra, Nova Guiné), Sri Lanka, Himalaias, Nepal, China, Nova Zelândia, América do Norte e América Latina. Espécies australianas incluem C. fuhreri, C. fuscum [en], C. insigne, C. rodwayi e C. viride. David Arora menciona uma preferência por florestas úmidas no leste da América do Norte, particularmente nos Apalaches do sul.

## Usos

### Comestibilidade
Em geral, as espécies de Calostoma não são consideradas comestíveis; como geralmente começam seu desenvolvimento sob o solo, quando os corpos frutíferos aparecem, já estão muito duros para consumo. No entanto, um estudo de 2009 relatou que, na comunidade de Tenango de Doria [en] (estado de Hidalgo, México), Calostoma cinnabarinum costumava ser coletado por crianças e consumido como "guloseima", embora essa tradição pareça ter sido abandonada nos últimos anos. Os locais chamavam os corpos frutíferos jovens de "yemitas" ou "little yolks".

### Bioquímica
Calostoma cinnabarinum contém um pigmento chamado calostomal, responsável por sua cor vermelha. O nome IUPAC dessa molécula é ácido all-trans-16-oxohexadeca-2,4,6,8,10,12,14-heptaenoico.

## Lista de espécies
A lista de espécies a seguir é compilada do Index Fungorum, além de espécies publicadas na literatura, mas ausentes no Index Fungorum, especificamente C. formosanum, C. junghuhnii e C. sarasinii. O nome listado sob o binômio da espécie é a autoridade — o autor da descrição original da espécie, seguido pelo ano de publicação.
| Binômio Autoridade                                                                | Ano  | Distribuição                                                                                          | Notas |
| --------------------------------------------------------------------------------- | ---- | --- | --- |
| C. aeruginosum Massee                                                             | 1891 | | |
| C. berkeleyi Massee                                                               | 1888 | Ilhas ao sul de Sri Lanka                                                                             | |
| C. brookei L. Fan & B. Liu                                                        | 1995 | Em uma floresta da Malásia                                                                            | |
| C. cinnabarinum [en] Corda                                                        | 1809 | China, Colômbia, Costa Rica, Índia, México, Taiwan, e Estados Unidos                                  | |
| C. formosanum Sawada                                                              | 1931 | Ásia                                                                                                  | Forma de C. junghuhnii com um caule enraizado muito curto. |
| C. fuhreri [en] Crichton & J.H. Willis                                            | 1986 | Em depressões úmidas em cristas arenosas em Victoria, Austrália                                       | Possui corpos frutíferos cinza-escuros a marrons, com um estipe gelatinoso curto, de até 2 cm de comprimento, e uma cabeça esférica de até 0,8 cm de diâmetro. A camada externa do perídio não se desprende inteiramente (como em C. fuscum), mas persiste como pequenos grânulos pretos. Os esporos são elípticos, brancos e de parede lisa, com dimensões de 22–25 por 10–11,5 μm. |
| C. fuscum [en] (Berk.) Massee                                                     | 1888 | Tasmânia e sul da Austrália                                                                           | |
| C. guizhouense B. Liu & S.Z. Jiang                                                | 1985 | Em uma floresta montana em Guizhou, China                                                             | |
| C. hunanense B. Liu & Y.B. Peng                                                   | 1979 | No solo de florestas em Hunão, China                                                                  | |
| C. insigne (Berk.) Massee                                                         | 1888 | Sri Lanka                                                                                             | |
| C. japonica Henn.                                                                 | 1902 | Japão                                                                                                 | |
| C. jiangii B. Liu & Yin H. Liu                                                    | 1985 | Em uma floresta montana em Guizhou, China                                                             | |
| C. junghuhnii (Schlect. & Müll.) Massee                                           |      | Coletado nos Himalaias, sudeste do Tibete e Butão, várias vezes no Nepal, Japão, e Taiwan.            | Originalmente descrito como Mitremyces junghuhnii por Schlechtendal e Müller em 1844, esta espécie foi descoberta em 1842 em uma expedição para coletar biota na floresta de Batta-Lauder, perto de Tapoilang, Java. Possui corpos frutíferos laranja brilhante a vermelhos, com um estipe de 1,5 a 2,5 cm de comprimento e 1,5 a 2,0 cm de espessura. Os esporos são esféricos, cobertos com verrugas arredondadas a piramidais de 1–2 μm de comprimento, com diâmetros de 12,5–15 μm; a ornamentação da superfície dos esporos parece ser única no gênero. |
| C. luridum (Berk.) Massee                                                         | 1888 | Perto do rio Swan no oeste da Austrália                                                               | |
| C. lutescens (Schw.) Burnap                                                       |      | América do Norte                                                                                      | Esta espécie é comumente conhecida em inglês como "lattice puffball". |
| C. miniata M. Zang                                                                | 1987 | Cresce com musgo em Sujuão, China                                                                     | |

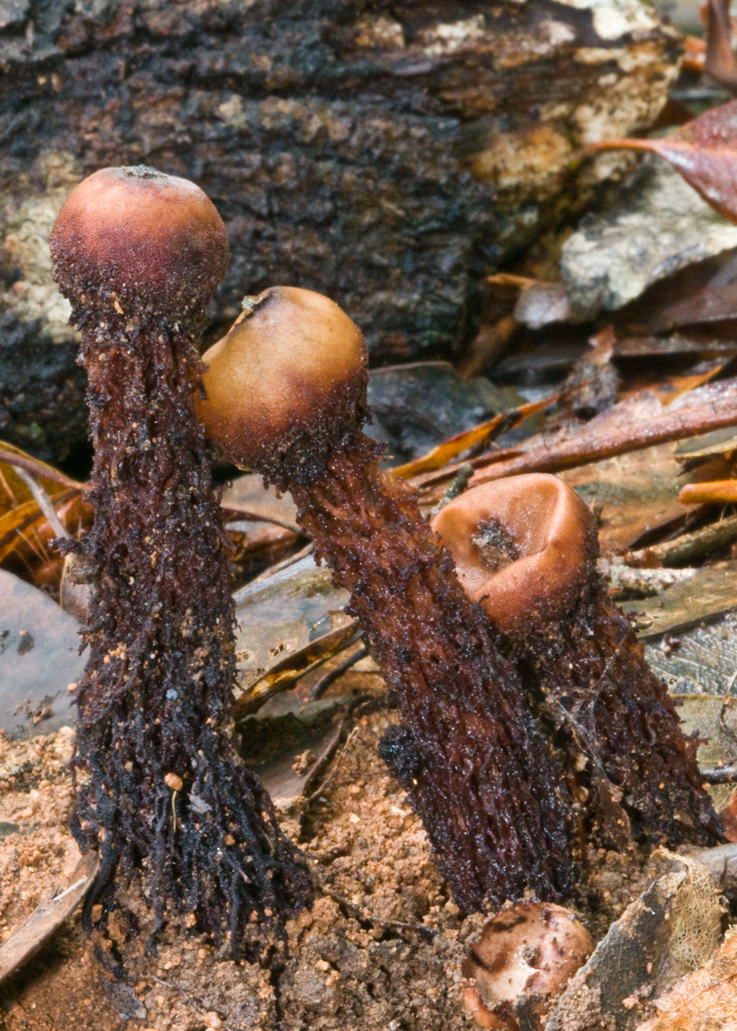
Calostoma fuscum

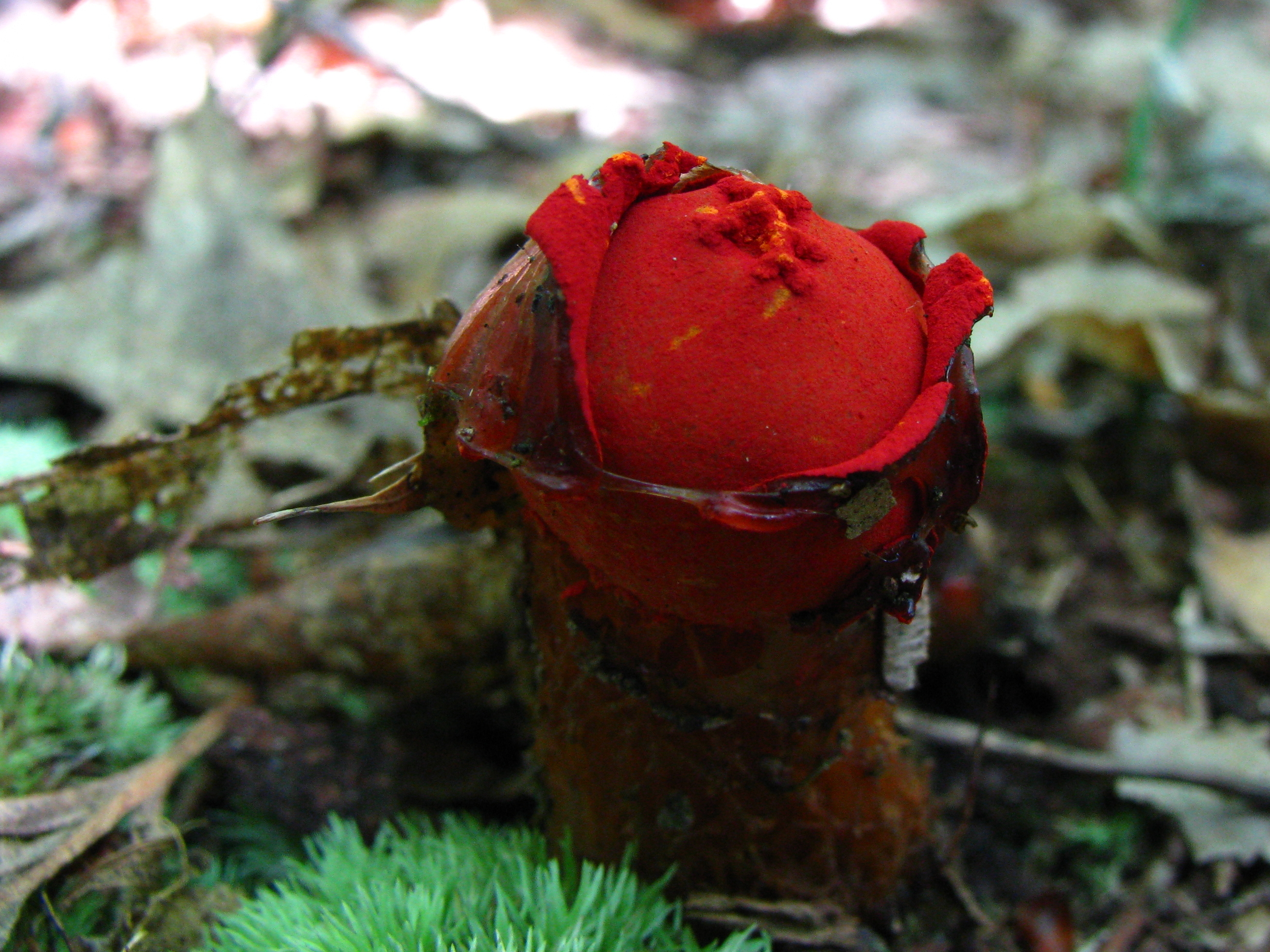
Calostoma cinnabarinum mostrando peristoma e gleba exposta.

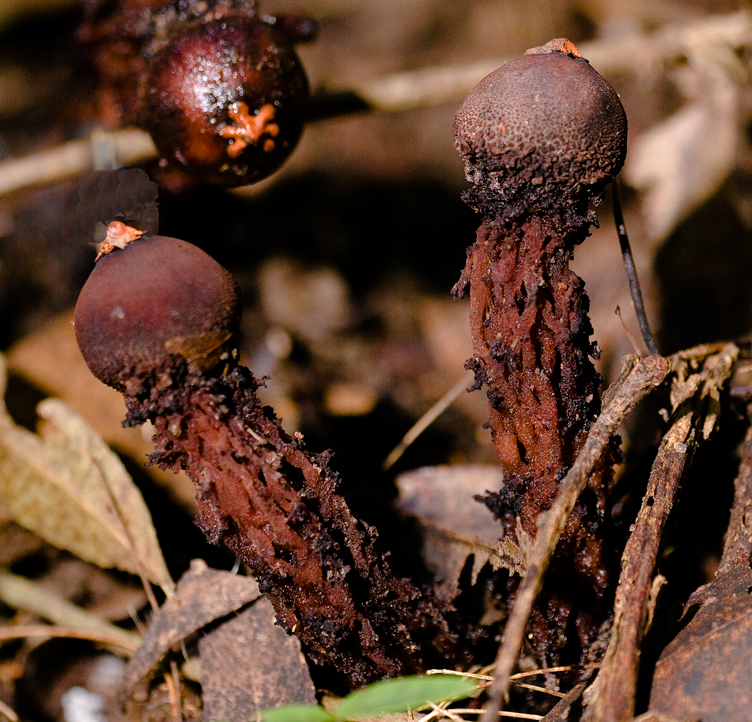
Espécie de Calostoma tentativamente identificada como C. rodwayi.

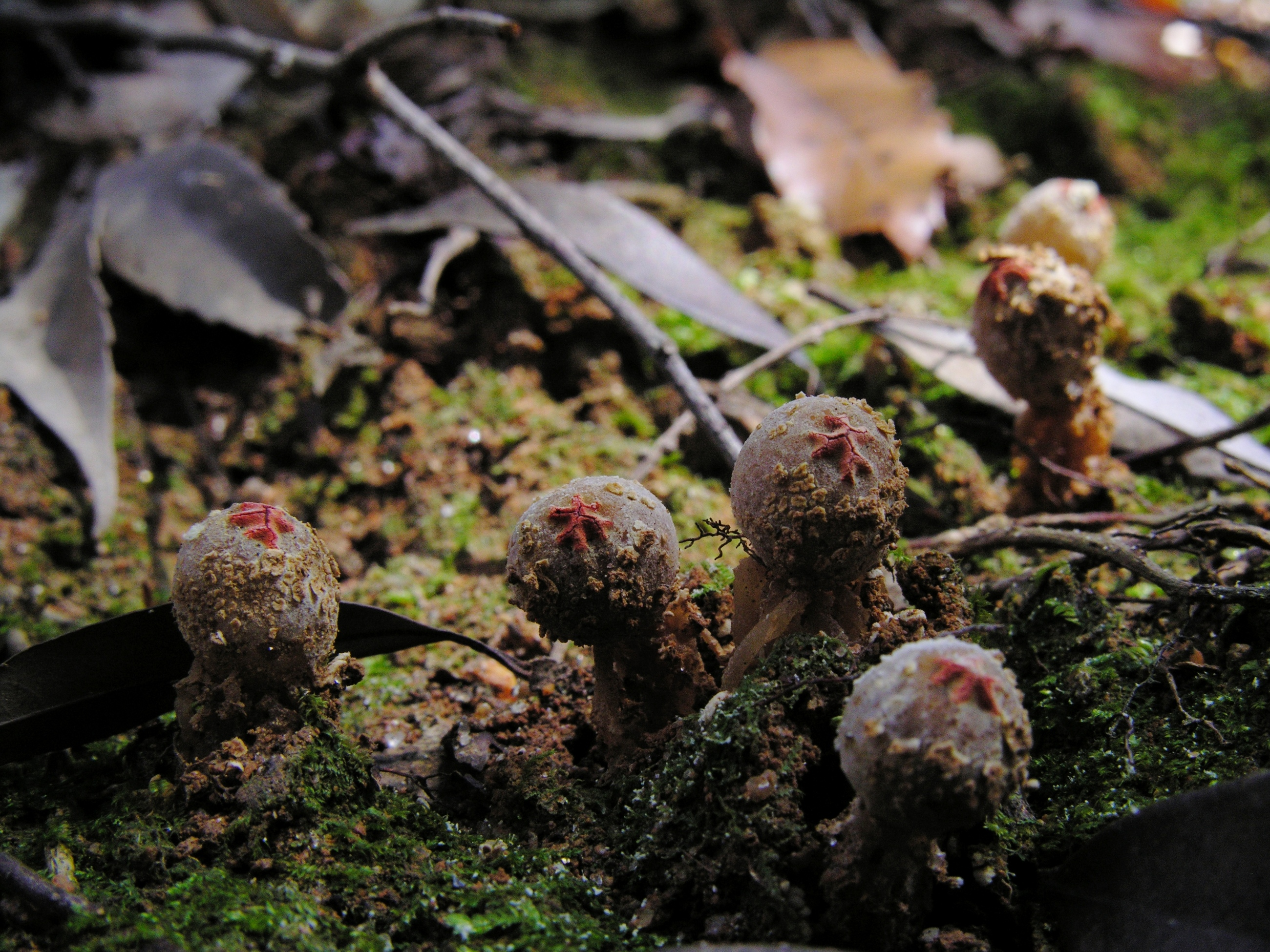
Calostoma japonica.

| C. naaxtututs Deloya-Olvera, Virgen-Vasquez, Xoconostle-Cázares & J. Pérez-Moreno | 2023 | Sul do México                                                                                         | |
| C. oriruber Massee                                                                | 1888 | Larut, Peraque, e Península da Malásia                                                                | |
| C. pengii B. Liu & Yin H. Liu                                                     | 1984 | Em uma floresta em Hunão, China                                                                       | |
| C. ravenelii (Berk.) Massee                                                       | 1888 | Nas montanhas da Carolina do Sul, e Japão                                                             | |
| C. ravenelii var. microsporum (G.F. Atk.) Castro-Mend. & O.K. Mill.               | 1983 | | Esta variante foi descrita pela primeira vez por George Atkinson em 1903, que notou uma grande semelhança com C. ravenelii, mas considerou que um estipe frequentemente mais longo e esporos oblongos menores (medindo 6–9 por 3,5–4,5 μm) eram suficientes para justificar a nomeação como uma nova espécie. |
| C. ravenelii var. ravenelii (Berk.) Massee                                        | 1888 | | |
| C. retisporum Boedijn                                                             | 1938 | | |
| C. rodwayi Lloyd                                                                  | 1925 | | |
| C. sarasinii                                                                      | 1969 | Singapura                                                                                             | |
| C. singaporense L. Fan & B. Liu                                                   | 1995 | Singapura                                                                                             | |
| C. tooteic Deloya-Olvera, Virgen-Vasquez, Xoconostle-Cázares & J. Pérez-Moreno    | 2023 | Sul do México                                                                                         | |
| C. variispora B. Liu, Z.Y. Li & Du                                                | 1975 | China                                                                                                 | Caracterizado por seus esporos elípticos de tamanho variável, que variam de 9–18,9 por 5,7–8,6 μm. |
| C. viride (Berk.) Massee                                                          | 1888 | Tonglu, Bengala Ocidental, e Sinchal, nos Himalaias de Siquim, a uma altitude de 2.133 a 2.743 metros | |
| C. yunnanense L.J. Li & B. Liu                                                    | 1984 | Iunã, China                                                                                           | |
| C. zanchianum (Rick) Baseia & Calonge                                             | 2006 | | Estudado pela primeira vez pelo micologista brasileiro Johann Rick, a espécie foi publicada postumamente, 15 anos após sua morte em 1946. Inicialmente nomeado Myremyces zanchianus, apenas um único espécime é conhecido. A espécie tem uma cabeça em forma de ovo, com 1,3 cm de comprimento por 1 cm de largura, sobre um estipe. A "boca" é em forma de estrela, composta por 4 fendas longas que se abrem na maturidade. Os esporos têm 30–35 por 15–20 μm, são fusiformes a elípticos, lisos e possuem uma ranhura longitudinal proeminente.           |